# Tännforsen
Tännforsen is een van de grootste watervallen van Zweden
Tännforsen ligt 22 kilometer ten noordwesten van de plaats Åre aan de bovenloop van de rivier Åreälven, waar de rivier meerdere meren vormt. Het meer Tännsjön vloeit over in de Tännfors in het 37 meter dieper gelegen meer Östra Noren. Het gebied rondom de waterval is een beschermd natuurgebied en gemakkelijk toegankelijk.
|  |  |